# Papa Deusdedit
Papa Deusdedit (n. 570 d.Hr., Roma, Imperiul Roman de Răsărit – d. 8 noiembrie 618 d.Hr., Roma, Imperiul Roman de Răsărit) a fost Papă al Romei în perioada 19 octombrie 615 - 8 noiembrie 618.
Papa Deusdedit s-a născut la Roma, iar tatăl său a fost preotul Ștefan. Numele său a avut și alte două variante: "Adeodatus" și "Deodatus". Numele consacrat este echivalent cu "Dumnezeu a dat", iar variantele sunt foarte apropiate ca idee și chiar ca sens literal.
Papa Deusdedit a fost ales la o vârstă înaintată, după ce a fost preot timp de patruzeci de ani. S-a distins prin actele sale excepționale de altruism și devotament în august 618, când Roma a fost bântuită de lepra care a apărut în urma unui cutremur catastrofal. 
Conform tradiției, Papa Deusdedit ar fi fost primul care a sigilat documentele papale cu un sigiliu specific ("bulla").   
1. ↑  Catholic-Hierarchy.org, accesat în 15 octombrie 2020